# Ligota Czamborowa
Ligota Czamborowa (dodatkowa nazwa w j. niem. Tschammer Ellguth) – wieś w Polsce położona w województwie opolskim, w powiecie strzeleckim, w gminie Izbicko.
Nazwa miejscowości nawiązuje do nazwisko rodziny szlacheckiej von Tschammer.
W latach 1975–1998 miejscowość administracyjnie należała do ówczesnego województwa opolskiego.